# Функциональный анализ и его приложения
«Функциона́льный ана́лиз и его́ приложе́ния» — математический научный журнал, издаваемый Российской академией наук. Был основан И. М. Гельфандом в 1967 году.
В журнале публикуются статьи и краткие сообщения, посвящённые проблемам функционального анализа, в том числе теории представлений, теории абстрактных и функциональных пространств, теории операторов, спектральной теории, теории операторных уравнений и теории нормированных колец, а также статьи о применении функционального анализа в математике, механике и теоретической физике. Импакт-фактор ISI журнала за 2011 год — 0.640.
Издательством Springer выпускается перевод на английский язык — «Functional Analysis and Its Applications».
Главными редакторами журнала были: акад. И. М. Гельфанд (1967—1988), д.ф.-м.н. А. А. Кириллов (1988—1995), акад. В. И. Арнольд (1996—2004), акад. Л. Д. Фаддеев (2005—2017), акад. В. А. Васильев (2017—2024).

## В редколлегии работали
- Фаддеев, Людвиг Дмитриевич (главный редактор)
- Агранович, Михаил Семёнович (заместитель главного редактора)
- Новиков, Сергей Петрович (заместитель главного редактора)
- Амосов, Борис Авенирович (ответственный секретарь)
- Горин, Евгений Алексеевич

## Редакционный совет
- Варченко, Александр Николаевич
- Веселов, Александр Петрович
- Гиндикин, Семен Григорьевич
- Захаров, Владимир Евгеньевич
- Ильяшенко, Юлий Сергеевич
- Кириллов, Александр Александрович
- Манин, Юрий Иванович
- Маргулис, Григорий Александрович
- Маслов, Виктор Павлович
- Митягин, Борис Самуилович
- Яфаев, Дмитрий Рауэльевич